# Gratia Deus Esculanus, O.P.
Gratia Deus Esculanus, O.P. (fl.1341) foi um teólogo e filósofo dominicano italiano ativo no início do século XIV, notório por seus comentários à “Arte Veterem” de Aristóteles e por tratados polemológicos que circulavam em edições incunábulas entre 1484 e 1500. Embora se saiba pouco sobre sua biografia, registros de autoridade situam seu falecimento em 1341 e atestam sua origem em Ascoli Piceno, na Itália. Seu legado influenciou o tomismo primitivo e perdurou nos principais centros universitários europeus até o Renascimento tardio.

## Vida
Gratia Deus Esculanus ingressou na Ordem dos Pregadores (O.P.) e adotou o epíteto “Esculanus” em referência à sua provável terra natal, Ascoli Piceno, na região de Marcas, na Itália.
Não há registro confiável de sua data de nascimento, mas diversos catálogos de autoridade assinalam sua morte em 1341, descrevendo-o como “m. 1341”.

## Nome e variantes
Em fontes latinas e catálogos modernos, aparecem as seguintes grafias:
- Gratia Dei Esculanus, O.P.[3]
- Gratiadei Asculanus, O.P.[5]
- Johannes Baptista Gratia Dei, O.P.[4]
- Graziadei, Giovanni Battista, O.P[4]

## Obras principais

### Comentários aristotélicos
- Quaestiones in libros Physicorum Aristotelis (Veneza, 1484): tratado de disputas formais sobre os “Livros da Física” de Aristóteles, editado por Antonius de Regio e impresso por Hermannus Liechtenstein.[6]
- Commentaria Gratiadei Esculani in totam artem veterem Aristotelis (Veneza, 1491): incunábulo reunindo glosas e questões sobre Física e Metafísica aristotélica.[7]

### Tratados polemológicos
- De confutatione Hebraicae sectae (Roma, 1500): obra impressa por Eucharius Silber, criticando interpretações judaicas da Escritura.[8]

## Legado
As edições incunábulas de Esculanus circularam amplamente em centros acadêmicos como Veneza, Roma e Salamanca, integrando acervos de estudiosos renascentistas e sendo citadas em debates escolásticos até o século XVI.
Sua atuação exemplifica a transição da escolástica manuscrita ao livro impresso e contribuiu para a difusão do tomismo primitivo na escolástica medieval tardia.